# Orosimbo Maia
Orosimbo Maia (Campinas, 13 de dezembro de 1861 — Campinas, 19 de abril de 1939) foi um político e proprietário rural brasileiro. Foi vereador e prefeito de Campinas. 

## Biografia
Proprietário de muitas fazendas entre Vinhedo e Campinas, delas viu-se despojado durante a quebra da Bolsa de Nova Iorque em 1929.
Orosimbo Maia foi durante quase vinte anos e, por três mandatos, prefeito de Campinas. Atualmente há uma avenida em Campinas nomeada em sua homenagem, além da escola que leva o seu nome: Grupo Escolar Orosimbo Maia.

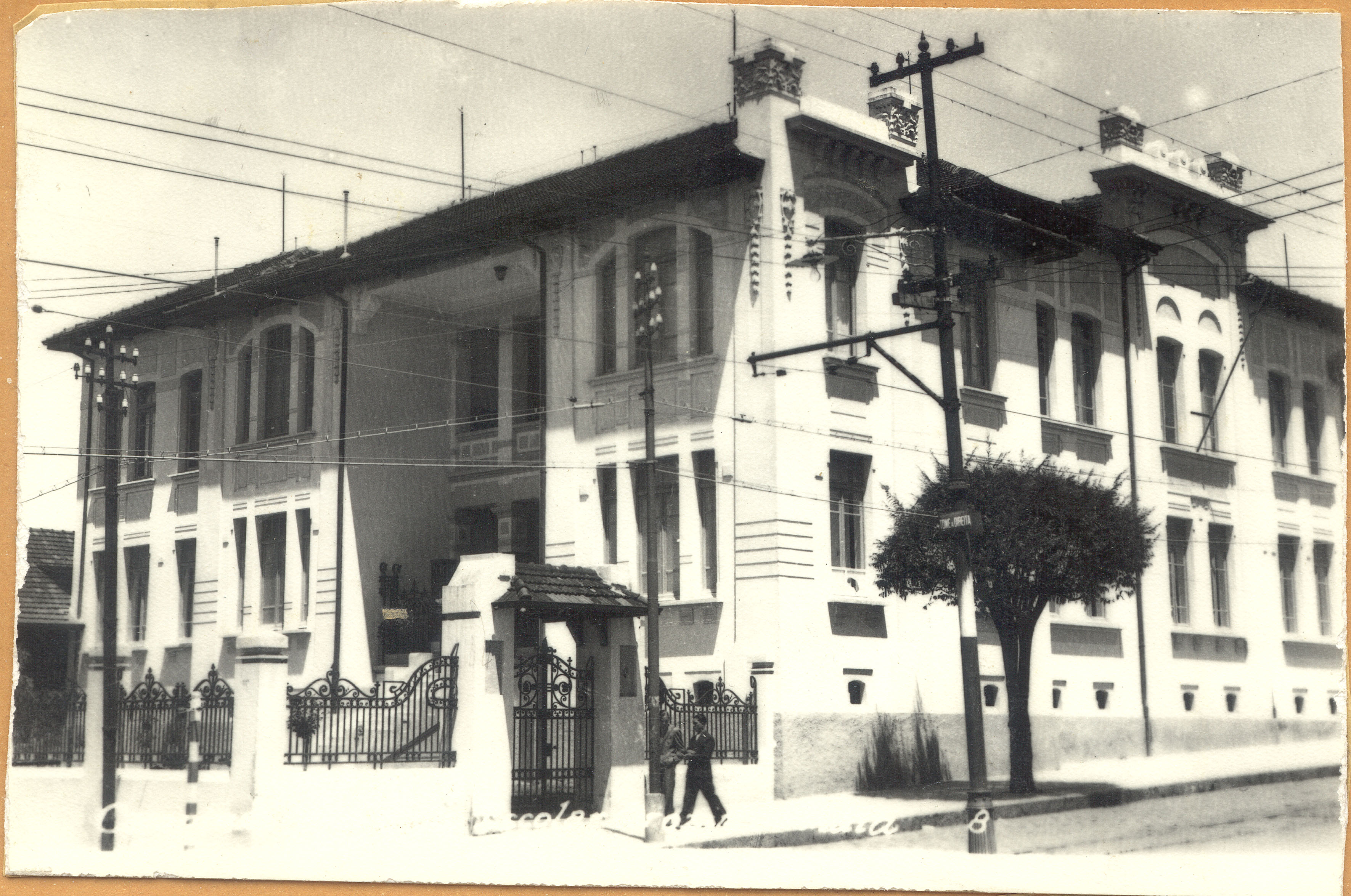
4º Grupo Escolar Orozimbo Maia na década de 1940

## Vida pessoal
Era filho de José Francisco dos Santos Maia (1814-1900), nascido em São Luís (Maranhão), e de Antônia Cristina Pinto de Camargo (1840-1868). Casou-se em 1889 com a Maria Antônia Maurício (1874-1919) com quem teve oito filhos.
Associado fundador e primeiro presidente do Rotary Club de Campinas.